# Tích Sơn
Tích Sơn là một phường thuộc thành phố Vĩnh Yên, tỉnh Vĩnh Phúc, Việt Nam.
Phường Tích Sơn có diện tích 2,30 km², dân số năm 1999 là 6.765 người, mật độ dân số đạt 2.941 người/km².